# أناركية معرفية

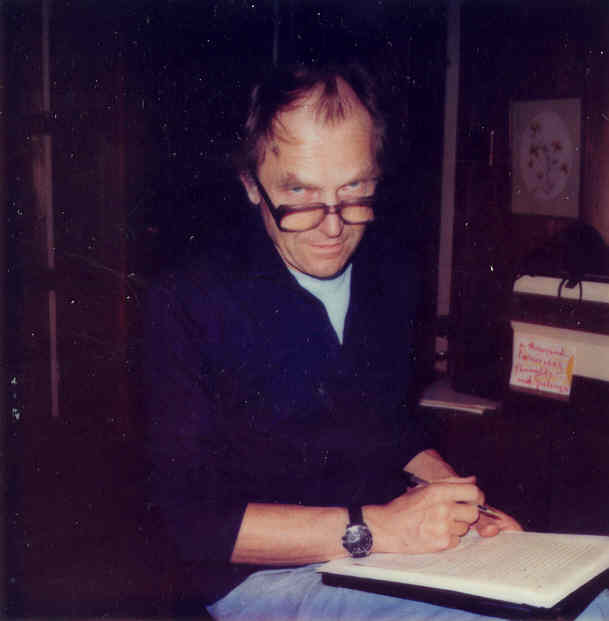

الأناركية المعرفية هي نظرية معرفية نادى بها فيلسوف العلوم النمساوي باول فايرابند ترى بأنه ما من قواعد منهجية مفيدة أو خالية من الاستثناءات تحكم تقدم العلم أو نمو المعرفة. وتؤكد أن فكرة عمل العلم وفقًا لقواعد كلية ثابتة هي فكرة غير واقعية، وضارة، وتسيء للعلم نفسه.
يُشير استخدام مصطلح الأناركية في الاسم إلى التزام النظرية بالتعددية المنهجية، نظرًا لنفيها احتكار المنهجية العلمية للحقيقة أو النتائج المفيدة. أطلق فايرابند مرة تصريحه الأشهر أنه لا توجد منهج علمي ثابت، ومن الأفضل تبنّي موقف «أي شيء يصلح» مع المنهجيات. آمن فايرابند أن العلم بدأ كحركة تحررية، ولكن مع مرور الزمن أصبح دوغمائيًا وصارمًا، وبالتالي اكتسب صفة أيديولوجية أكثر فأكثر، ورغم نجاحات العلم فقد راح يكتسب خصائص قمعية صعّبت من عملية الوصول إلى طريقة واضحة لتمييز العلم عن الدين، والسحر، والميثولوجيا. إضافة إلى ذلك، شعر فايرابند أن الهيمنة الحصرية للعلم باعتباره وسيلة توجيه للمجتمع كانت استبدادية ولا أساس لها. أدى ترويج هذه النظرية إلى إطلاق منتقدي فايرابند عليه لقب «أعدى أعداء العلم».

## الأساس المنطقي
تستند النظرية إلى الملاحظة القائلة أنه ليس ثمة منهج علمي ثابت ومحدد يتماشى مع ممارسات نسق التقدم العلمي –الثورة العلمية. تمثل النظرية نقدًا جذريًا للتأريخ العقلاني والتجريبي الذي ينزع إلى تقديم الشخصيات البارزة في الثورة العلمية في صورة باحثين مدقّقين يعتمدون على البحث التجريبي، في حين أن فايرابند يرد على ذلك بقوله أن غاليليو، على سبيل المثال، اعتمد على الخدع البلاغية والدعائية والمعرفية لدعم نموذج مركزية الشمس الذي قدمه، وأن المعايير الجمالية، والأهواء الشخصية، والعوامل الاجتماعية كانت سائدة بصورة أكبر مما سمحت به التدوينات التاريخية المهيمنة.
وُجد أن بعض القوانين العلمية كتلك التي طرحتها الفيزياء الأرسطية أو الكلاسيكية والتي تبنت موقف النماذج الموضوعية بشأن الكون وُجد أنها قاصرة عن وصف الكون بأسره. بالنسبة للأناركي المعرفي فإن تقدّم حركة النماذج الكلية من الفيزياء الأرسطية إلى الميكانيكا الكلاسيكية إلى نظرية آينشتاين في النسبية، بحيث تدحض كل نظرية النظرية التي سبقتها بوصفها نموذجًا كليًا للواقع، لهو خير دليل على أن النظريات العلمية لا تطابق الحقيقة، فهي في جزء منها مجرد مظاهر ثقافية، وبالتالي ليست موضوعية. عقد فايرابند مقارنة بين نسق علمي متفوق على نسق آخر أو يحل محله، وعلى نفس المنوال، يشاهَد في علم الأساطير المقارن كيف تأتي أسطورة ما فتطوّع وتحوّر أسطورة سابقة عليها. أكد كل من فايرابند وإمري لاكاتوس، أن مشكلة التمييز للتفريق على أسس موضوعية بين العلم والعلم الزائف غير قابلة للحل وهكذا تمثل ضربة قاضية للمبدأ القائل أن العلم يجري وفقًا لقواعد كلية ثابتة.
إضافة إلى ما سبق، يفيد فايرابند أن نجاح العلم لم يقتصر على منهجياته فحسب، بل استند إلى معرفة متأتّية من مصادر غير علمية كذلك. وبالتالي، فإن فكرة أنه ما من معرفة خارج نطاق العلم تُعتبر «حكاية خرافية مريحة» يعتنقها الدوغمائيون الذين يشوهون التاريخ لحساب المؤسسات العلمية. على سبيل المثال، تأثر كوبرنيكوس كثيرًا بفيثاغورس الذي قوبلت رؤيته للعالم بالرفض بدعوى غموضها ولا عقلانيتها. وقد أدت الكتابات الهرمسية دورًا محوريًا في أعمال كوبرنيكوس ونيوتن. كما توجد معرفة فلكية دقيقة إلى حد بعيد يعود تاريخها إلى العصر الحجري، قيست في مراصد حجرية في إنجلترا وجنوب المحيط الهادي. وتقدم الاختراعات من العصر قبل الحقبة الحديثة المبكرة، مثل الدورة الزراعية، والنباتات المهجنة، والاختراعات الكيميائية، والإنجازات المعمارية التي لم تُفهم بالشكل الأوفى إلى الآن مثل الأهرامات تقدم دليلًا يزعزع أساس فكرة أن العلم هو الوسيلة الوحيدة للحصول على المعرفة.